# Giovanni Battista Brancadori Perini
Giovanni Battista Brancadori Perini (né en 1674 à Sienne - mort le 19 novembre 1711 à Rome) est un  noble et historien italien.

## Biographie
Giovanni Battista Brancadori Perini naquit à Sienne, en 1674. Après avoir fait ses études dans sa patrie avec succès, il se rendit à Rome en 1695, et y continua d’étudier avec beaucoup d’ardeur les sciences et les belles-lettres. Il fut reçu de l’Académie d'Arcadie, fut très-assidu à ses réunions, et y lut souvent avec succès des morceaux en prose et en vers. Son nom arcadien était Aurindo Buraico. Il se lia d’amitié avec les hommes les plus distingués par leurs connaissances et leurs talents, particulièrement avec monsignor Sergardi, célèbre poète satirique latin, dont les satires ne furent longtemps connues que sous le nom de Sectanus. Le cardinal Ottoboni, qui avait beaucoup d’estime et d’amitié pour Brancadori, le fit chanoine de Saint-Laurent in Damaso. Il desservait depuis six ans ce canonicat, lorsqu’il mourut subitement, à 37 ans, le 19 novembre 1711.

## Œuvres
On a de lui in ouvrage historique, plus recherché pour les gravures que pour l’ouvrage même, qui n’est qu’un abrégé d’autres, publiés jusqu’alors sur le même sujet. Il est intitulé : Cronologia de’ gran maestri dello spedale del Santo Sepolcro della sagra religione militare di S. Giovanni Gerosolimitano, oggi detti di Malta, etc., à Rome, chez Dominique de Rossi, 1703, grand in-fol. Ce qui rend ce volume précieux, ce sont soixante-six portraits des grands maîtres, très-bien gravés par Jérôme de Rossi, frère de l’imprimeur, d’après les dessins envoyés de Malte. L’ouvrage est composé d’autant de discours sur les belles actions de chacun des grands maîtres, et sur les principaux événements de l’histoire de l’ordre : ce sont des abrégés fort bien faits en italien, des chronologies et des histoires du même ordre, précédemment écrites en latin. Dans les recueils de poésies, ou rime, de l’Académie d'Arcadie, on en trouve un assez grand nombre de notre auteur ; et le 1er volume des Notizie degli Arcadi morti contient son éloge, élégamment écrit par l’abbé Cosme Finetti.